# Фігурні ковзани

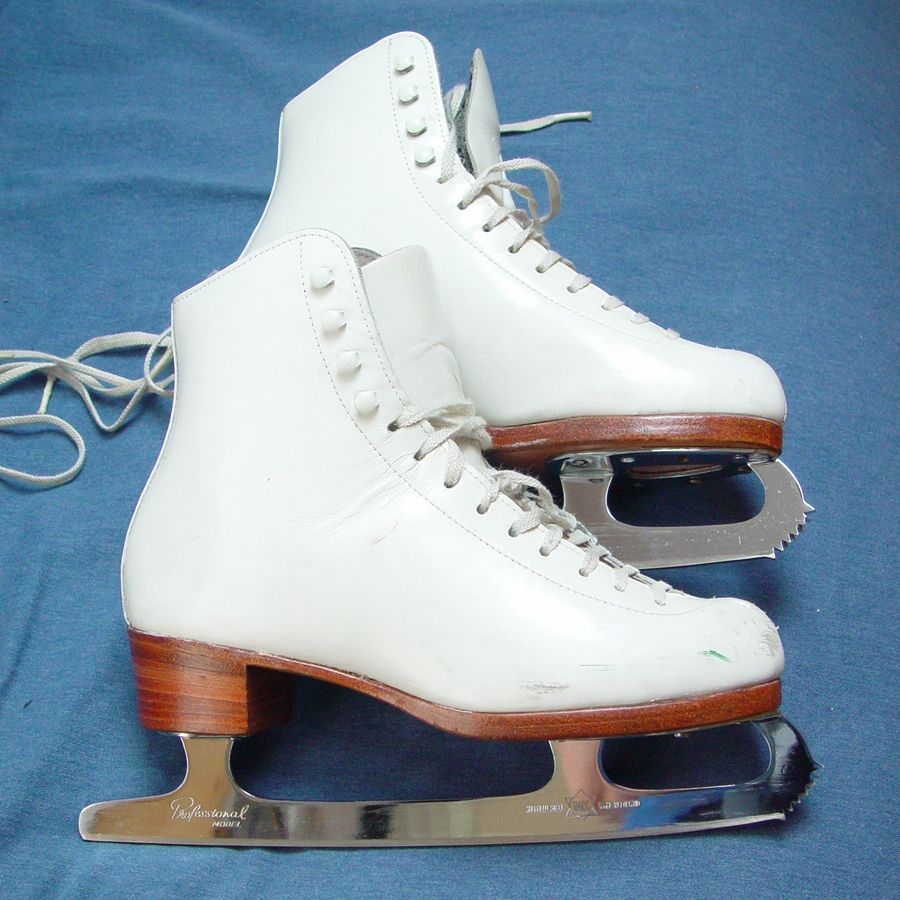
Ковзани для фігурного катання.

Фігурні ковзани — ковзани для фігурного катання. Їхньою відмінною особливістю є наявність короткого ряду зубів на передній частині леза ковзана, необхідних для виконання деяких елементів фігурного катання: кроків, обертань і стрибків. Лезо фігурних ковзанів виступає ззаду каблука черевика приблизно на 3 см.

## Історія
Ковзани були винайдені багато століть тому, термін «фігурні» з'явився лише у ХІХ столітті як відповідь на зростання популярності фігурного катання, і в часі збігся з проведенням перших чемпіонатів світу. У той час обов'язковою частиною виступу були так звані «обов'язкові фігури», скасовані лише в 1990-ті. Фігурне катання полягало в умінні викреслювати на льоду хитромудрі фігури і зберігати при цьому гарну позу.
Лезо ковзана до середини XIX століття стало вищим і більш заокругленим, ковзани стали робити сталевими, удосконалюючи і кріплення їх до взуття, доки не почали прикручувати до взуття наглухо.

## Черевики
Черевики для фігурного катання за традицією виготовляють вручну зі шкіри. Дизайн зазнавав значних змін протягом XX століття. Спортсмени в 1920-х і 1930-х роках носили еластичні черевики з високими халявами, у цей час вважалося, що халява повинна бути на вісім-дев'ять сантиметрів вище кісточок, а черевик повинен сидіти на нозі щільно і жорстко фіксувати її. Каблук буває різної висоти, наприклад, спортсмени, що виступають в танцях на льоду, віддають перевагу високому каблуку, оскільки він дозволяє краще контролювати зміну напряму.
За традицією фігуристи катаються в черевиках чорного кольору, а фігуристки — білого і бежевого, хоча інші кольори теж можливі.

## Лезо

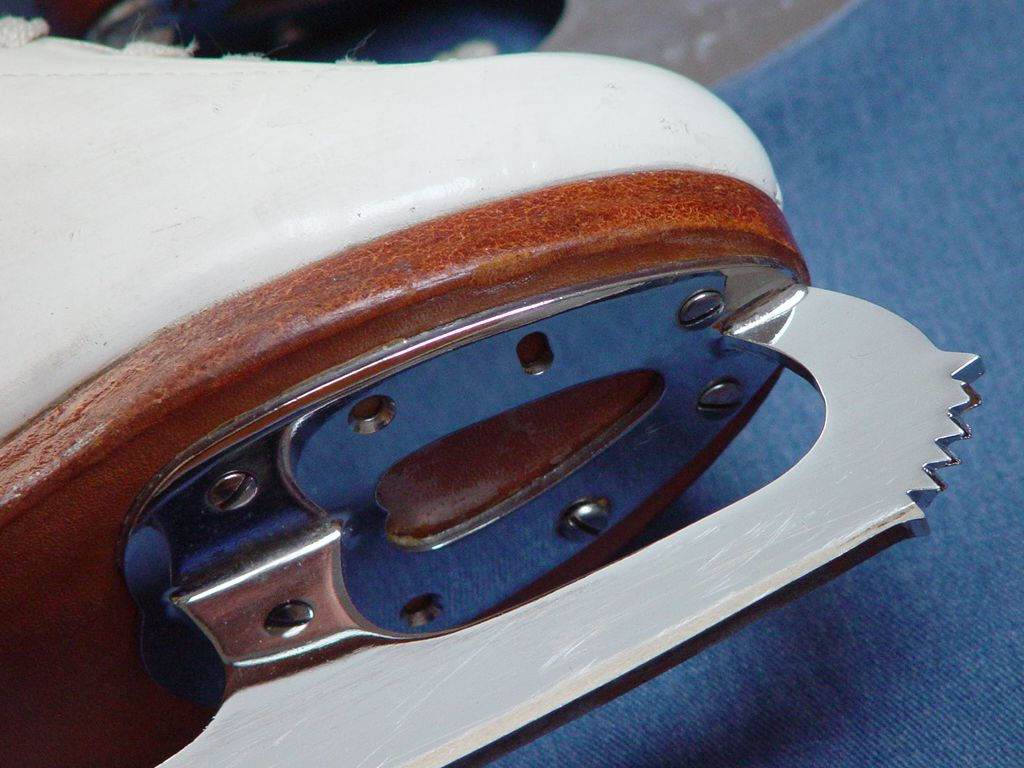
Зубці у передній частині леза і його кріплення до черевика.

Леза виготовляються з високоякісної хромованої сталі. Загартування проводиться таким чином, щоб найбільшу твердість мали полоз ковзана і нижня частина бічних поверхонь леза, в той час, як інша частина залишається не настільки твердою. Це дозволяє коника зберігати еластичність. Дорогі моделі оснащені знімними полозами, оскільки корпус черевика зношується не так інтенсивно, як його леза.
Лезо ковзана для поодинчого катання має товщину близько 4 мм, танцювальне — близько 2,5 мм. Леза фігурних ковзанів для поодинчого катання як правило заточують радіусом від 11 до 15 мм «під канавку» (так називають проточування у формі дуги кола по всій довжині, по нижній кромці полоза), а танцювальні від 9 до 13. Канавка створює два т. зв. «ребра» коника — внутрішнє і зовнішнє. Вони мають велике значення для фігуриста (без них лезо ковзана буде звалюватися на бік, фігурист не зможе добре відштовхуватися і правильно тримати рівновагу), тому заточування ковзанів полягає не стільки в тому, щоб наточити боку леза, скільки в тому, щоб відновити жолобок, який за час тренувань вирівнюється. Передня частина має кілька гострих зубців, які також необхідні при виконанні різних елементів — обертань, доріжок кроків і стрибків.
Також велике значення має радіус кривизни леза, виміряний в найбільш «стійкою» задній частині коника. Він може становити від 7 до 8 ½ футів. Для початківців фігуристів рекомендуються леза з великим радіусом кривизни.

## Типи
| Тип                                | Особливості дисципліни | Особливості черевика | Особливості коника |
| ---------------------------------- | --- | --- | --- |
| Для довільного катання             | «Звичайні» фігурні ковзани, призначені для поодинчого і парного катання. Програми в цих видах спорту наповнені багатооборотними стрибками та іншими «акробатичними» елементами.                                                           | Черевики високі і жорсткі, низький каблук. Жорсткість варіюється: м'якше для початківців і жорсткіше — для потрійних стрибків. | Міцне лезо з довгою п'ятою і розвиненими зубцями. |
| Масові                             | Для розважального катання та початкового навчання, з урахуванням слабкої фізичної підготовки. Більш-менш серйозні заняття швидко знищать такі ковзани, зате фігурист вже робить свідомий вибір серед усього розмаїття спортивних моделей. | Схожі на ковзани для довільного катання, але черевик м'якше, а бічна підтримка — слабкіше.                                     | Коник досить слабкий. Найчастіше незнімний. |
| Тренерські                         | Тренер рідко здатний більш ніж на поодинокі стрибки, однак змушений перебувати на льоду годинами, практично не рухаючись. | Деякі компанії пропонують спеціальні черевики для тренерів: утеплені і комфортніше спортивних.                                 | — |
| Для обов'язкових фігур («шкільні») | Специфічна дисципліна, що існувала до 1990-х років. В ній не потрібна ні швидкість, ні акробатика — тільки точне виконання дуг і поворотів. До того ж фігуриста дозволений лише один поштовх у певних точках фігури.                      | М'який черевик (часто застосовують старі "розбиті черевики).                                                                   | Малий радіус кривизни. Невеликий зубець особливої форми, призначений для сильного поштовху заднім ходом; або взагалі без зубця. Канавка зазвичай менш глибока. |
| Танцювальні                        | Кроки, що виконуються на високій швидкості в тісному контакті партнерів. | Низька халява, високий каблук. Іноді обрізають халяви «звичайних» ковзанів.                                                    | Дуже тонкі. Малий радіус кривизни. Невеликий зубець. Коротка п'ятка, щоб ковзани партнерів не сходилися.                                                       |
| Для синхронного катання            | Елементи синхронного катання прості за мірками поодинчого і парного, але виконуються в тісному строю. | Існують спеціалізовані черевики — нижче і м'якше, ніж черевики для довільного катання. Продумана фіксація шнурків.             | Близькі до ковзанів для довільного катання, але з короткою п'ятою.                                                                                             |